# István Kiss (Langstreckenläufer)
István Kiss (* 7. Mai 1940) ist ein ehemaliger ungarischer Langstreckenläufer.
Bei den Europameisterschaften 1962 in Belgrad schied er über 5000 Meter im Vorlauf aus.
1966 gewann er bei den Europäischen Hallenspielen in Dortmund Bronze über 3000 Meter und wurde bei den Europameisterschaften in Budapest Siebter über 5000 Meter.

## Persönliche Bestzeiten
- 3000 m: 8:00,0 min, 30. Mai 1966, London
  - Halle: 8:05,0 min, 27. März 1966, Dortmund
- 5000 m: 13:42,2 min, 14. August 1965, London